# Manny Pacquiao nella cultura di massa

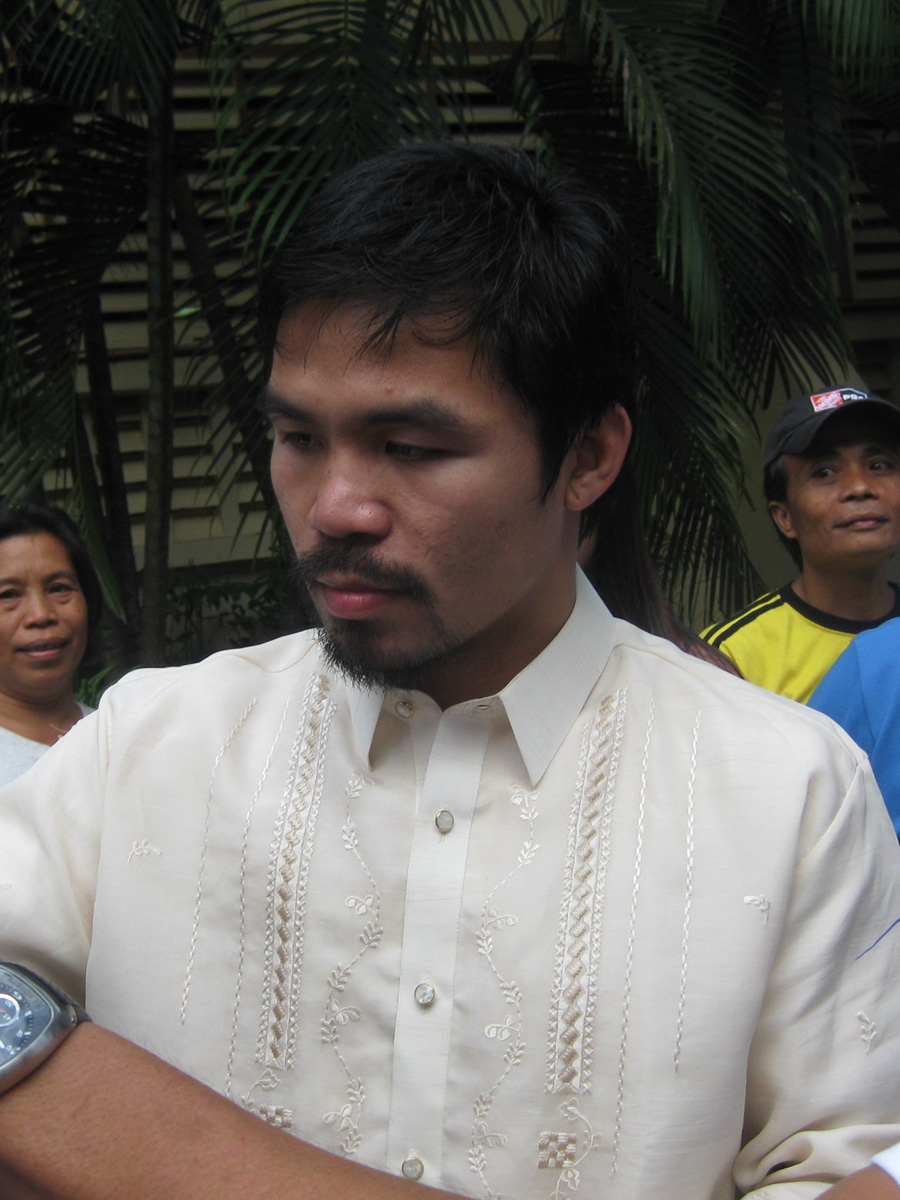
Manny Pacquiao nel 2010

Per via dei numerosi successi e riconoscimenti ottenuti nel corso della sua carriera, Manny Pacquiao è considerato il più grande sportivo nella storia filippina. È stato spesso definito come una delle "figure più amate dai filippini", ricordato per la sua umiltà, per la lealtà e correttezza nel ring e come simbolo di speranza nelle Filippine.
Nella sua vita il filippino si è distinto oltre che per le sue prestazioni all'interno del ring, anche per il suo impatto mediatico al di fuori dal quadrato, risultando essere uno degli sportivi più conosciuti al mondo.

## L'impatto sul tasso di criminalità
Durante gli albori della sua carriera pugilistica, è stato provato che durante ogni suo incontro il tasso di criminalità nelle Filippine era praticamente nullo. La regione natale di Pacquiao, Mindanao, è spesso interessata da conflitti tra separatisti islamici e il governo che nel corso degli anni hanno provocato oltre 120.000 vittime; ciononostante, durante gli incontri di Pacquiao anche questi conflitti sembrarono cessare temporaneamente.

## Cinema e televisione
Un film biografico sulla vita di Pacquiao, Pacquiao: The Movie, diretto da Joel Lamangan e con l'attore Jericho Rosales nei panni dello sportivo, è uscito il 21 giugno 2006. Tuttavia l'accoglienza nelle Filippine è stata fredda e il film ha incassato solamente P4,812,191, ben al di sotto delle aspettative, come confermato dal regista Joel Lamangan.
Kid Kulafu di Paul Soriano è un film del 2015 che racconta la vita di Pacquiao (interpretato da Robert Villar) durante la sua adolescenza, dalle umili origini all'incontro con il pugilato.

### Spot televisivi
Pacquiao ha altresì dimostrato di essere un importante business man. Data la sua popolarità, numerosi settori del business si sono altresì affidati a lui per la promozione, principalmente televisiva, dei loro prodotti. Tra questi vi sono detergenti, medicine, alimenti, bevande, abbigliamenti e anche spot elettorali per aiutare altri politici in vista delle elezioni politiche nelle Filippine.
È stato testimonial della birra San Miguel, con un video girato assieme a Jet Li ed Érik Morales.
Nel 2014 è il protagonista di uno spot pubblicitario di Foot Locker, nel quale dopo aver sentito la conversazione fra due ragazzi che parlano di un imminente evento atteso da tutte le persone, inizia ad urlare ripetutamente "He's Going To Fight Me!" in riferimento all'incontro con Floyd Mayweather slittato più volte a causa del disaccordo fra i due enti.

## Musica
Sono molte nel panorama musicale le canzoni che si riferiscono a Pacquiao. Tra queste figurano:
- Ab-Soul, Black Lip Bastard[12]
- ASAP Rocky, Phoenix[12]
- Bad Meets Evil e Bruno Mars, Lighters[12]
- Eminem e Skylar Grey, Asshole[12]
- Fashawn, Manny Pacquiao[12]
- Future, Never Gon' Lose[12]
- J. Cole, Sideline Story[12]
- Joey Badass e Chronixxx, Belly Of The Beast[12]
- Migos, Chinatown[12]
- Nicki Minaj e Ciara, I'm Legit[12]
- Pitbull, Get It Started
- Rick Ross, High Definition[12]
- The Game e Kendrick Lamar, The City[12]
- Travis Scott, PeeWee LongWay e i Migos, Sloppy Toppy[12]
- Ty Dolla Sign, 4 A Young[12]

## Videogiochi
Pacquiao è incluso come pugile utilizzabile nei videogiochi sportivi Fight Night Round 2, Fight Night Round 3, Fight Night Round 4 e Fight Night Champion. Nei primi giorni di giugno 2009, Electronic Arts ha pubblicato una demo di Fight Night Round 4, nella quale si poteva disputare un incontro tra Ricky Hatton e Manny Pacquiao in previsione del loro match del 2 giugno 2009.

## Arte
È stata eretta in suo onore una statua dell'altezza di tre metri, scolpita da Fred Baldemor, nei pressi dell'SM Mall of Asia di Manila.

## Negli altri media
Nel 2009 è stato inserito dalla rivista Time nella lista delle 100 persone più influenti al mondo, per i suoi riconoscimenti nel mondo del pugilato e per il suo impatto sul popolo filippino. È stato inoltre incluso da Forbes nella lista annuale Celebrity 100 del 2009, che comprendeva anche celebrità come l'attrice Angelina Jolie e gli atleti Tiger Woods e Kobe Bryant.
Il pugile è altresì apparso nella copertina della rivista Time nell'edizione del 16 novembre 2009. Secondo la sezione di cinque pagine della rivista dedicata al pugile: «Pacquiao è un combattente dotato di abbastanza carisma, intelligenza ed esperienza per poter salvare uno sport smarrito nel labirinto del pay-per-view. Marche globali come Nike lo hanno voluto nelle loro pubblicità», «Il mito di Pacquiao è paragonabile a quello di un eroe greco o romano. Lascia le Filippine per renderle ancora più grandi, conquistando il mondo ancora e ancora per riportare ricchezze alla sua famiglia e ai propri amici». È diventato l'ottavo filippino ad apparire nella copertina della rivista, dopo gli ex Presidenti Manuel L. Quezon, Ramon Magsaysay, Ferdinand Marcos, Corazon Aquino, Gloria Macapagal-Arroyo, Benigno Aquino III e l'attrice Chin Chin Gutierrez. Pacquiao è inoltre apparso nella copertina di Reader's Digest Asia, dove gli è stata dedicata una sezione lunga sette pagine. Tale edizione è stata pubblicata prima dell'incontro fra Pacquiao e De La Hoya nel novembre 2008.